# Indotyphlops loveridgei
Espèce
Synonymes
- Typhlops loveridgei Constable, 1949

Indotyphlops loveridgei est une espèce de serpents de la famille des Typhlopidae. 

## Répartition
Cette espèce est endémique du Nord de l'Inde.

## Description
L'holotype d'Indotyphlops loveridgei mesure 208 mm dont 3,5 mm pour la queue et dont le diamètre à la moitié du corps est de 2,5 mm. Cette espèce a le dos brun et la face ventrale plus pâle notamment au niveau de la bouche et de l'anus.

## Étymologie
Cette espèce est nommée en l'honneur d'Arthur Loveridge.

## Publication originale
- Constable, 1949 : Reptiles from the Indian Peninsula in the Museum of Comparative Zoology. Bulletin of the Museum of Comparative Zoology at Harvard, vol. 103, no 2, p. 59-160 (texte intégral).